# Resultat informat pel pacient
Un resultat informat pel pacient (en anglès Patient-reported outcome o PRO) és un resultat de salut, habitualment com a qüestionari, informat directament pel pacient. Per tant, difereix d'un resultat informat per una altra persona, com ara un resultat informat pel metge, un resultat informat per la infermera, etc. Els mètodes PRO s'utilitzen en assaigs clínics, per conèixer el grau d'afectació d'una malaltia coneguda o valorar una suposada malaltia o un trastorn en el pacient, per conèixer els hàbits de salut o per comprendre millor l'eficàcia d'un tractament. En tractar-se de qüestionaris autoadministrats també poden representar una optimització del temps dedicat pels professionals sanitaris.
L'ús de PRO digitalitzats, o resultats electrònics informats pel pacient s'utilitzen a Catalunya des del 2023. En aquest cas s'anomenen PROM (patient reported outcome mesurament, com a Anglaterra). Els PROMs estan integrats en l'Historial Electrònic de Salut, i es vehiculen a través de La Meva Salut del pacient (perquè aquest els rebi i els pugui retornar omplerts).